# Prestina Ochonogor
Prestina Oluchi Ochonogor (* 3. Juli 2006) ist eine nigerianische Leichtathletin, die sich auf den Weitsprung spezialisiert hat.

## Sportliche Laufbahn
Erste internationale Erfahrungen sammelte Prestina Ochonogor im Jahr 2023, als sie bei den U18-Afrikameisterschaften in Ndola mit 6,00 m die Silbermedaille im Weitsprung gewann. Im Jahr darauf gewann sie bei den Afrikaspielen in Accra mit windunterstützten 6,67 m die Bronzemedaille hinter ihrer Landsfrau Ese Brume und Marthe Koala aus Burkina Faso. Im Juni belegte sie bei den Afrikameisterschaften in Douala mit 6,28 m den vierten Platz. Im August gelangte sie bei den Olympischen Sommerspielen in Paris mit 6,24 m im Finale auf den zwölften Platz und anschließend belegte sie bei den U20-Weltmeisterschaften in Lima mit 6,21 m den fünften Platz. Zudem wurde sie dort mit der nigerianischen 4-mal-100-Meter-Staffel im Vorlauf disqualifiziert.
2024 wurde Ochonogor nigerianische Meisterin im Weitsprung.